# Paolo Romeo
Paolo Romeo (sinh 1938) là một Hồng y người Italia của Giáo hội Công giáo Rôma. Ông hiện đảm nhận vai trò Hồng y Đẳng linh mục Nhà thờ S. Maria Odigitria dei Siciliani. Trước đó, ông dành khoảng thời gian gần 25 năm để thực thi nhiệm vụ là một Sứ thần Tòa Thánh tại các quốc gia như: Sứ thần Tòa Thánh tại Haiti (1983-1990), Sứ thần Tòa Thánh tại Colombia (1990-1999), Sứ thần Tòa Thánh tại Canada (1999-2001), Sứ thần Tòa Thánh tại Italia và San Marino (2001-2006). Sau khoảng thời gian này, ông được bổ nhiệm làm Tổng giám mục đô thành Tổng giáo phận Palermo năm 2006 và giữ chức này đến khi hồi hưu năm 2015. Ngoài ra, trong thời gian này, ông còn kiêm nhiệm thêm vai trò Giám quản Tông Tòa Giáo phận Piana degli Albanesi, Giáo hội Công giáo Italo-Albanese, từ năm 2013 đến năm 2015.

## Tiểu sử
Hồng y Paolo Romeo sinh ngày 20 tháng 2 năm 1938 tại Acireale, thuộc Italia. Sau quá trình tu học dài hạn theo quy định của Giáo luật, ngày 18 tháng 3 năm 1961, Phó tế Romeo, 23 tuổi, tiến đến việc được truyền chức linh mục. Nghi thức truyền chức được cử hành bởi giám mục Angelo Calabretta, giám mục chính tòa Giáo phận Noto. Tân linh mục là thành viên linh mục đoàn Giáo phận quê hương, Giáo phận Acireale.
Sau hơn 22 năm thi hành các công việc mục vụ trên cương vị cũng như thẩm quyền của linh mục, ngày 17 tháng 12 năm 1983, Tòa Thánh loan tin Giáo hoàng đã quyết định bổ nhiệm linh mục Paolo Romeo, 45 tuổi, vào hàng ngũ các giám mục Công giáo, với vị trí được trao phó là Tổng giám mục Hiệu tòa Vulturia, Sứ thần Tòa Thánh tại Haiti. Lễ tấn phong cho vị giám mục tân cử được tổ chức sau đó vào ngày 6 tháng 1 năm 1984, với phần nghi thức truyền chức được cử hành một cách trọng thể bởi 3 giáo sĩ cấp cao, gồm chủ phong là đương kim giáo hoàng, Giáo hoàng Gioan Phaolô II, hai vị giáo sĩ còn lại, với vai trò phụ phong trong nghi thức truyền chức gồm Tổng giám mục Eduardo Martínez Somalo, Thành viên Văn phòng Phủ Quốc vụ khanh Tòa Thánh và Tổng giám mục Duraisamy Simon Lourdusamy, Tổng thư ký Thánh bộ Loan báo Phúc Âm cho Các Dân tộc (thường gọi là bộ Truyền giáo). Tân giám mục chọn cho mình châm ngôn:CARITAS OMNIA SUSTINET.
Sau hơn 6 năm làm Sứ thần tại Haiti, Tòa Thánh quyết định luân chuyển Tổng giám mục Sứ thần Paolo Romeo đến làm Sứ thần Tòa Thánh tại Colombia. Tin tức bổ nhiệm này được công bố cách rộng rãi vào ngày 24 tháng 4 năm 1990. Kết thúc gần 9 năm làm sứ thần tại Colombia của Tổng giám mục Romeo bằng quyết định của Tòa Thánh ấn ký vào ngày 5 tháng 2 năm 1999, qua đó chuyển Tổng giám mục này đến làm Sứ thần Tòa Thánh tại Canada.
Nhiệm vụ tại Canada lại nhanh chóng kết thúc chỉ sau 2 năm khi Tòa Thánh quyết định đưa Tổng giám mục Romeo về Italia làm Sứ thần Tòa Thánh, kiêm thêm cùng chức danh nhiệm vụ tại San Marino. Thông tin này được công bố vào ngày 17 tháng 4 năm 2001.
Kết thúc 23 năm rong ruổi khắp các quốc gia được chỉ định, Tòa Thánh quyết định bổ nhiệm Tổng giám mục Romeo làm Tổng giám mục đô thành Tổng giáo phận Palermo, bắt đầu từ ngày 19 tháng 12 năm 2006.
Qua công nghị Hồng y được tổ chức vào ngày 20 tháng 11 năm 2010, Giáo hoàng Biển Đức XVI vinh thăng Tổng giám mục Paolo Romeo tước vị Hồng y. Tân Hồng y thuộc Đẳng Hồng y Linh mục và Nhà thờ Hiệu tòa được chỉ định là Maria Odigitria dei Siciliani. Tân Hồng y sau đó đã đến cử hành nghi thức nhận nhà thờ hiệu tòa vào ngày 22 tháng 1 năm 2011.
Kể từ ngày 8 tháng 4 năm 2013, ông còn kiêm nhiệm thêm vai trò Giám quản Tông Tòa Giáo phận Piana degli Albanesi, Giáo hội Công giáo Italo-Albanese, và giữ chức vị này đến ngày 28 tháng 6 năm 2015.
Tòa Thánh chấp thuận đơn xin hồi hưu theo quy định của Giáo luật ngày 27 tháng 10 năm 2015.